# 黄河南岸站
黄河南岸站是一个曾位于京广铁路嘉应观黄河铁路大桥南端的已停用的铁路车站，位于中华人民共和国河南省郑州市惠济区古荥镇，建于1905年，邮政编码为450043，停用前为四等站。
2014年5月16日，随着新郑州黄河铁路大桥的正式启用，京广铁路改走新桥，该站随之退役并改为郑州铁路局郑州职工培训基地黄河南岸行车调车实训基地，该实训基地2019年正式投入使用。

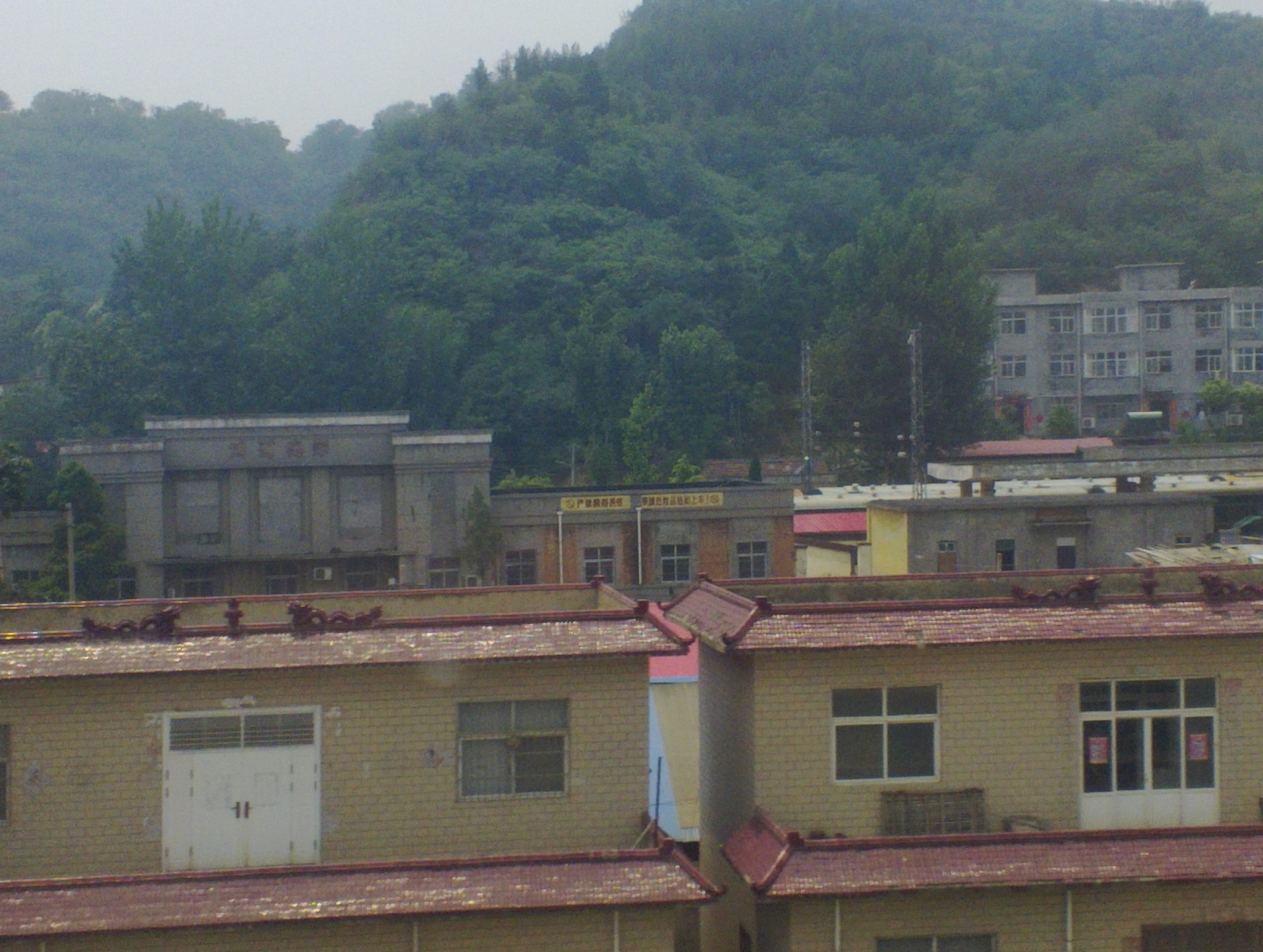
黄河南岸站（2016年）
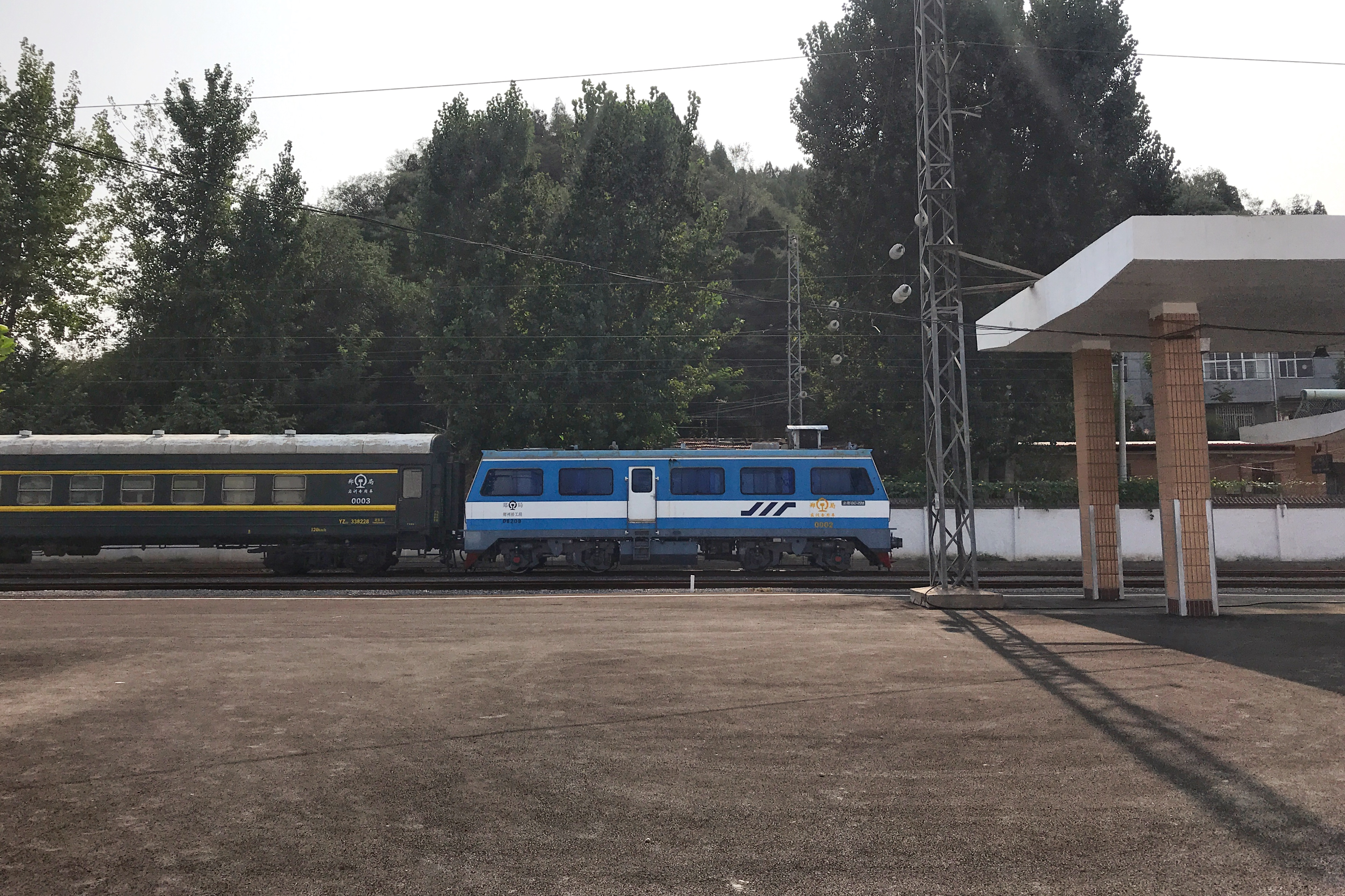
黄河南岸站站台
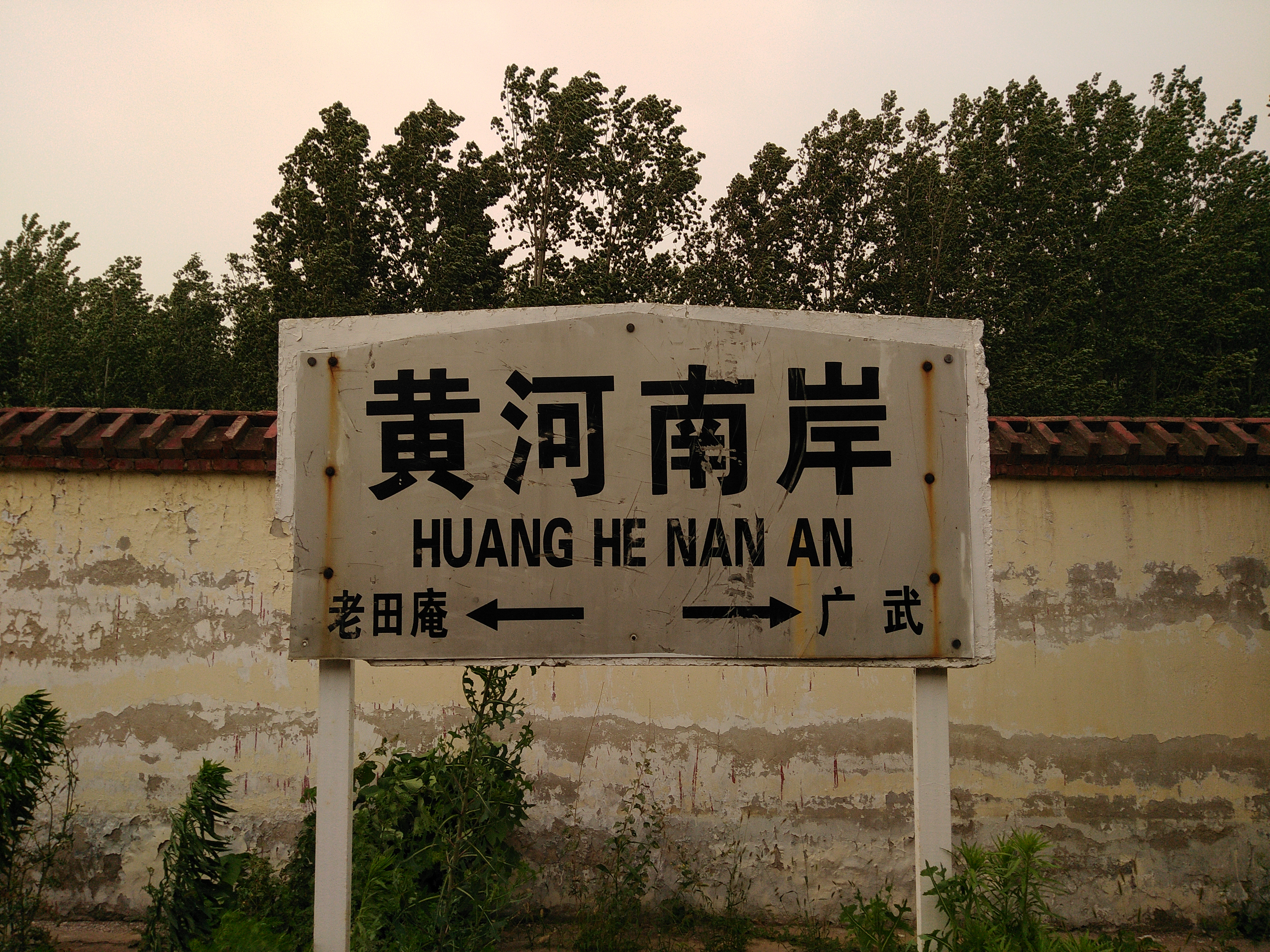
站牌